# Golfo de Tailandia
El golfo de Tailandia o golfo de Siam está localizado en el océano Pacífico, baña las costas de Malasia, Tailandia, Camboya y Vietnam; y limita en dirección sudeste con el mar de la China Meridional.  
En tailandés se llama: อ่าวไทย (RTGS: Ao Thai, Thai pronunciation: [ʔàːw tʰaj]). Los malayos lo llaman Teluk Siam, y los camboyanos Boeung Tonle Siem, que significan literalmente "Golfo de Siam".
En el extremo norte del golfo, el río Chao Phraya, principal tributario de este golfo, desemboca creando un amplio delta canalizado (khlongs) en el área metropolitana de Bangkok.
El golfo tiene una superficie de 320 000 km² y es relativamente poco profundo, con medias de 45 a 80 metros de profundidad. Esto último hace que la circulación del agua sea lenta y que los ríos Chao Phraya y Mekong ejerzan una fuerte influencia sobre el mismo como una baja salinidad y una gran riqueza en sedimentos. Durante las épocas más frías de la era glacial, el golfo de Tailandia no existía debido a su poca profundidad y era tan solo una prolongación del valle del río Chao Phraya. 
Debido al clima tropical, las aguas del golfo abrigan una buena cantidad de arrecifes de coral y por lo tanto existen muchos proyectos de explotación de los mismos. Alberga también riquezas petrolíferas y gas; y es un medio de intercambio turístico y comercial entre los países que tienen costa en él.
Las principales islas del golfo son Koh Samui, Koh Pha Ngan, Koh Chang y Koh Kut pertenecientes a Tailandia, Koh Kong y Koh Rong a Camboya y Phu Quoc a Vietnam.

## Delimitación de la IHO
La máxima autoridad internacional en materia de delimitación de mares, la Organización Hidrográfica Internacional («International Hydrographic Organization, IHO), considera el golfo de Tailandia como un mar. En su publicación de referencia mundial, «Limits of oceans and seas» (Límites de océanos y mares, 3.ª edición de 1953), le asigna el número de identificación 47 y lo define de la forma siguiente:

En el Sur.
Una línea que va desde el extremo occidental de Cambia o Punta Camau (8°36'N) hasta el extremo norte de la punta del lado este del estuario del río Kelantan (6°14'N, 102°15'S).
Limits of oceans and seas, pág. 23.

## Geografía

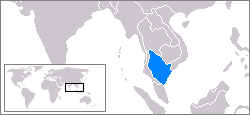
Mapa indicando la ubicación del golfo.

El golfo de Tailandia limita con Camboya, Tailandia, Malasia y Vietnam. Ocupa un área de lecho marino de 304 000 km2 desde los 6°N hasta los 13°30'N de latitud y desde los 99°E hasta los 104°E de longitud. El extremo norte del golfo es la bahía de Bangkok en la desembocadura del río Chao Phraya. El límite sur del golfo está definido por una línea desde el cabo Bai Bung en el sur de Vietnam (justo al sur de la desembocadura del río Mekong) hasta la ciudad de Tumpat y Pengkalan Chepa en la costa de Malasia.
El golfo es relativamente poco profundo: su profundidad media es 58 metros (190,3 pies) y la profundidad máxima es solo 85 metros (278,9 pies).: 250  Esto hace que el intercambio de agua sea lento y que la fuerte entrada de agua de los ríos reduzca el nivel de salinidad en el golfo (3,05-3,25 por ciento) y enriquezca los sedimentos. Sólo a mayores profundidades fluye hacia el golfo agua de mayor salinidad (3,4 por ciento) procedente del mar de China Meridional. Llena la depresión central por debajo de una profundidad de 50 metros (164 pies). Los principales ríos que desembocan en el golfo son el Chao Phraya, incluido su distribuidor río Tha Chin, los ríos Mae Klong, y Bang Pakong en la bahía de Bangkok, y en menor medida el río Tapi que desemboca en la bahía de Bandon en el suroeste del golfo.
La Organización Hidrográfica Internacional define el límite meridional del golfo como "[una] línea que va desde el extremo occidental de Camboya o Punta Camau (8°36'N) hasta el extremo septentrional del punto situado en el lado oriental del estuario del río Kelantan (6°14′N 102°15′E / 6.233, 102.250)".

### Morfología del fondo marino
La morfología del fondo marino en la depresión central del golfo se caracteriza por la presencia de montículos alargados y crestas dispuestas en paralelo al eje de la cuenca. Esta morfología, muy extendida en el interior del golfo en profundidades de agua superiores a los 50 m, cubre un área de decenas de miles de kilómetros cuadrados.
Refleja una interacción entre la deshidratación de sedimentos y la actividad erosiva de la actual corrientes de fondo. La deshidratación de sedimentos y la filtración de fluidos dan lugar a la formación de numerosas fosas pequeñas y marcas de viruela. La erosión a largo plazo impuesta por las corrientes de orientación estable modifica las pockmarks en largos runnels y depresiones, y en última instancia conduce a la formación de los grandes campos de montículos y crestas alargadas, así como de los valores atípicos residuales de las láminas de barro y arcilla no erosionadas.

### Bahías
Tailandia
- Bahía de Bangkok
- Bahía de Prachuap
- Ao Manao
- Bahía de Sattahip
- Bahía de Bandon

Camboya
- Bahía de Kompong Som (Chhak Kompong Som)
- Bahía de Veal Rinh
- Bahía de Kep
- Chhak Koh Kong

Vietnam
- Vinh Thuan Yen
- Vinh Ba Hon
- Vinh Hon Chong

### Islas
Las islas más grandes del golfo son:
- Ko Chang
- Ko Mak
- Ko Kut
- Ko Samui
- Ko Pha Ngan
- Ko Tao
- Ko Phaluai
- Ko Sichang
- Ko Lan
- Ko Phai
- Ko Khram
- Ko Samae San
- Ko Samet
- Ko Rang
- Ko Khangkhao
- Ko Man Nok
- Ko Wai
- Ko Phi
- Ko Kham
- Ko Sai
- Ko Kra
- Ko Losin
- Phú Quốc
- Islas Thổ Chu
- Islas Hà Tiên
- Islas Bà Lụa
- Islas Nam Du
- Koh Kong
- Koh Rong
- Koh Sdach
- Koh Rong Sanloem
- Koh Puos
- Koh Dek Koul
- Koh Russei
- Koh Ta Kiev
- Koh Preab
- Koh Thmei
- Koh Seh
- Koh Ach Seh
- Koh Tonsay
- Koh Tang
- Koh Pring
- Koh Poulo Wai

## Medio ambiente

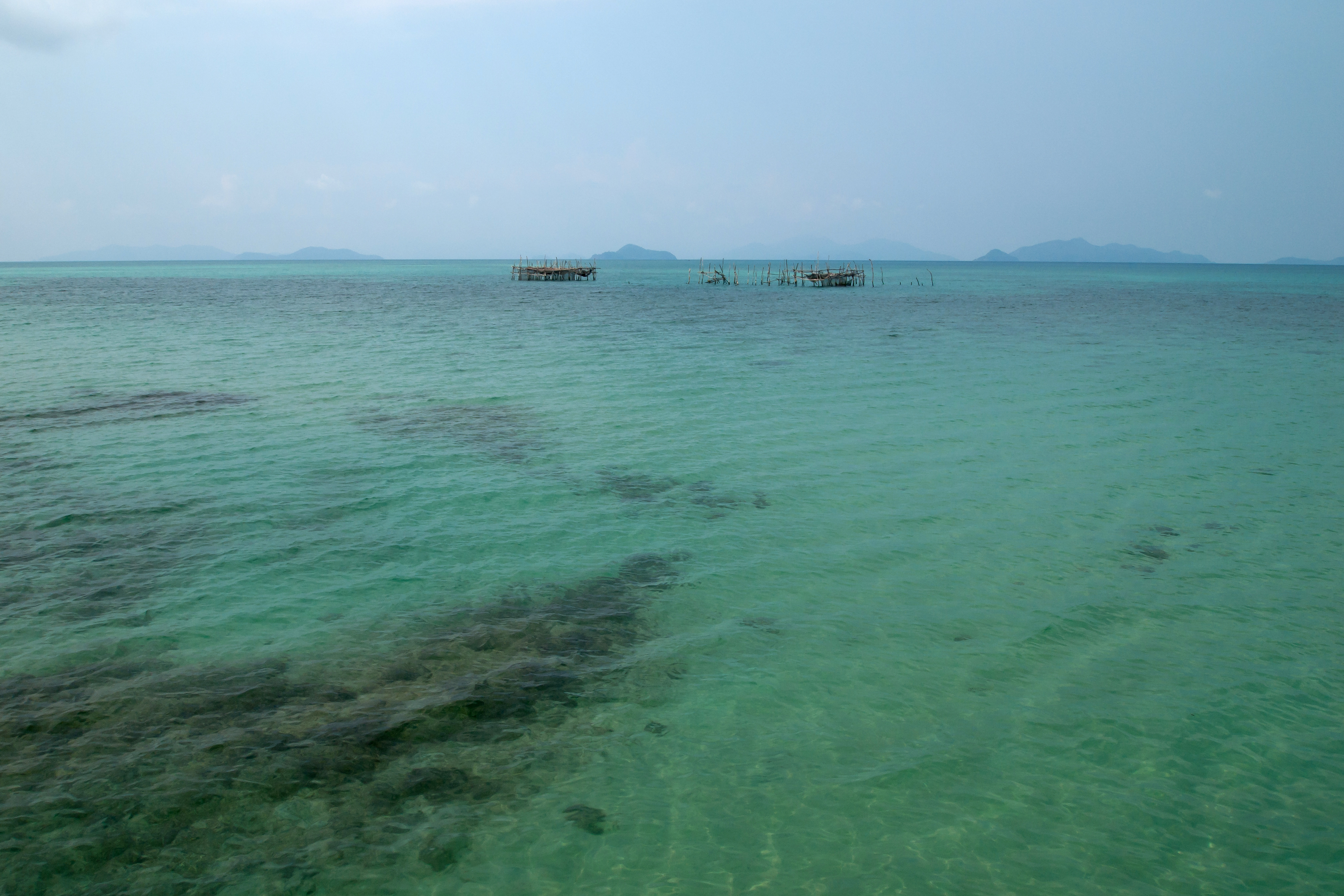
Aguas poco profundas del Golfo de Tailandia frente a la costa de Ko Mak.

### Arrecifes de coral
Hay 75.590 rai de arrecifes de coral en el golfo, de los cuales se considera que el cinco por ciento están en condiciones fértiles. En 2010 se produjo un grave blanqueamiento del coral en la mayoría de los arrecifes del país. El blanqueamiento de los arrecifes del mar de Andamán fue más grave y extenso que el del golfo de Tailandia. En 2016, se detectó blanqueamiento del coral en Ko Thalu y Ko Lueam, en la provincia de Prachuap Khiri Khan, por primera vez. Los científicos han determinado que el blanqueo comienza cuando la temperatura del agua del mar se eleva por encima de los 30 °C durante más de tres semanas. Dado el prolongado periodo de temperaturas de hasta 32 °C en Ko Thalu, en Prachuap Khiri Khan, entre el cinco y el diez por ciento de los corales de la zona ya están blanqueados.

### Calidad del agua
Los resultados del monitoreo del agua costera en 2015 de 202 lugares de muestreo, recogidos dos veces al año, indican que ninguna de las aguas costeras tailandesas se encontró en excelente estado. El 16% de las aguas costeras era de buena calidad, el 72% era de calidad regular, el 9% era de mala calidad y el 3% era de muy mala calidad. La calidad de todas las aguas costeras presentaba porcentajes similares -la mayoría eran de calidad regular-, excepto en el Golfo Interior de Tailandia, donde el agua costera era de mala a muy mala. En comparación con la calidad del agua costera medida en 2014, la calidad del agua se ha deteriorado. Algunas aguas del golfo frente a la provincia de Chachoengsao, la provincia de Samut Sakhon, la provincia de Samut Prakan, Bangkok, la provincia de Rayong, la provincia de Chonburi, la provincia de Phetchaburi, la provincia de Prachuap Khiri Khan y la provincia de Surat Thani fueron consideradas como aguas costeras en estado "pobre" o "muy pobre". La Songkhla fue la única provincia del golfo con aguas costeras calificadas de "buena" calidad.

### Pesca
Del total de las capturas marinas de Tailandia, el 41% se captura en el Golfo de Tailandia y el 19% en el Mar de Andamán. El 40% se captura en aguas fuera de la ZEE de Tailandia.

### Erosión costera
Tailandia tiene 1.660 kilómetros de costa que bordean el golfo. La "erosión severa", más de cinco metros de pérdida de costa al año, afecta a 670 kilómetros de ese total. Al menos una parte de la erosión es atribuible a la tala de manglares para dar paso a las piscifactorías de camarones.

### Contaminación por plásticos
En febrero de 2017, se encontró una mancha de 10 kilómetros de largo de residuos plásticos flotando frente a la provincia de Chumphon. Tailandia se encuentra entre los peores contaminadores de plástico del mundo. Más de la mitad de las "fugas de residuos plásticos en tierra" hacia el mar se originan en solo cinco países: China, Indonesia, Filipinas, Tailandia y Vietnam.
El Departamento de Recursos Marinos y Costeros tailandés ha señalado que al menos 300 animales marinos de media -el 60% de los cuales son ballenas y delfines- mueren por comer artes de pesca de plástico y basura cada año. Los invertebrados que se alimentan filtrando las aguas analizados en la costa de la provincia de Chonburi mostraron altos niveles de microplásticos, lo que llevó a los autores a advertir de que "es posible que haya riesgos para la salud cuando las personas consumen estos organismos marinos contaminados, en particular los mariscos. "
El Departamento de Control de la Contaminación (PCD) de Tailandia estima que los residuos de plástico en el país aumentan a un ritmo anual del 12 por ciento, o alrededor de dos millones de toneladas al año.

### Derrames de petróleo
En 2013, una fuga en un oleoducto provocó una marea negra que llegó a cubrir una playa de la cercana isla de Ka Samet.
A finales de enero de 2022, una fuga en el oleoducto operado por la Star Petroleum Refining Public Company Ltd causó un vertido de entre 20 y 50 toneladas a lo largo de 47 kilómetros cuadrados de agua, y parte del petróleo llegó a la costa de la provincia de Rayong a 20 kilómetros de distancia.